# NGC 3115
NGC 3115（Caldwell53、スピンドル銀河）は、ろくぶんぎ座にあるレンズ状銀河。1787年2月22日にウィリアム・ハーシェルによって発見された。銀河系の数倍の大きさがある。
1992年、ハワイ大学のジョン・コーメンディ（John Kormendy ）とミシガン大学のダグラス・リッチストーン（Douglas Richstone ）はこの銀河内に超大質量ブラックホールを観測したと発表した。その質量は太陽の20億倍であり、当時発見されていたものでは最大規模のものであった。多くの星は年老いた星であり、ほとんどあるいは全く活動していないと思われる。また、ブラックホールの成長も止まっている。